# Arsenalsteatern
För andra teatrar som kallats Mindre teatern, se Mindre teatern (olika betydelser).

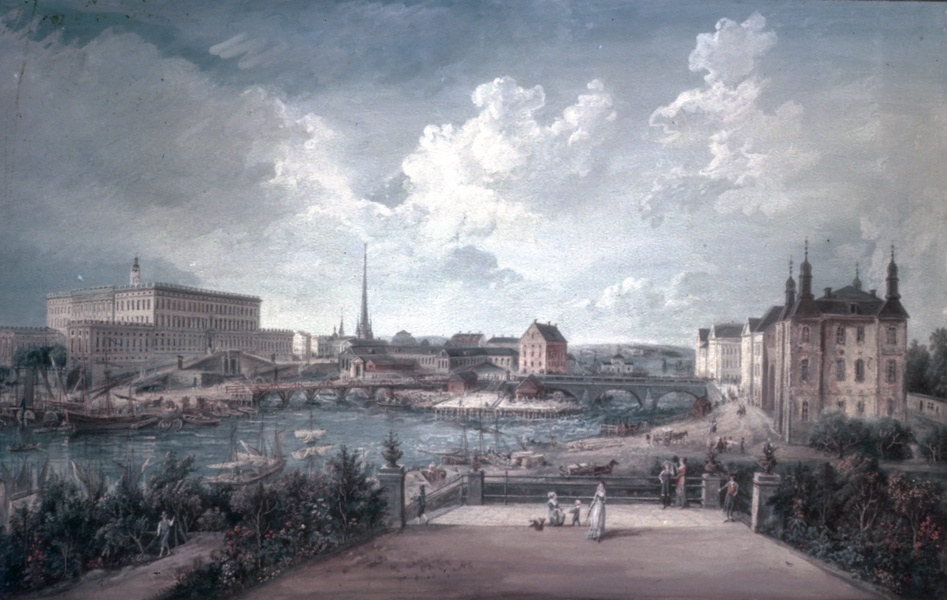
Dåvarande teaterlokalen Makalös till höger, på Elias Martins målning från 1790-talet

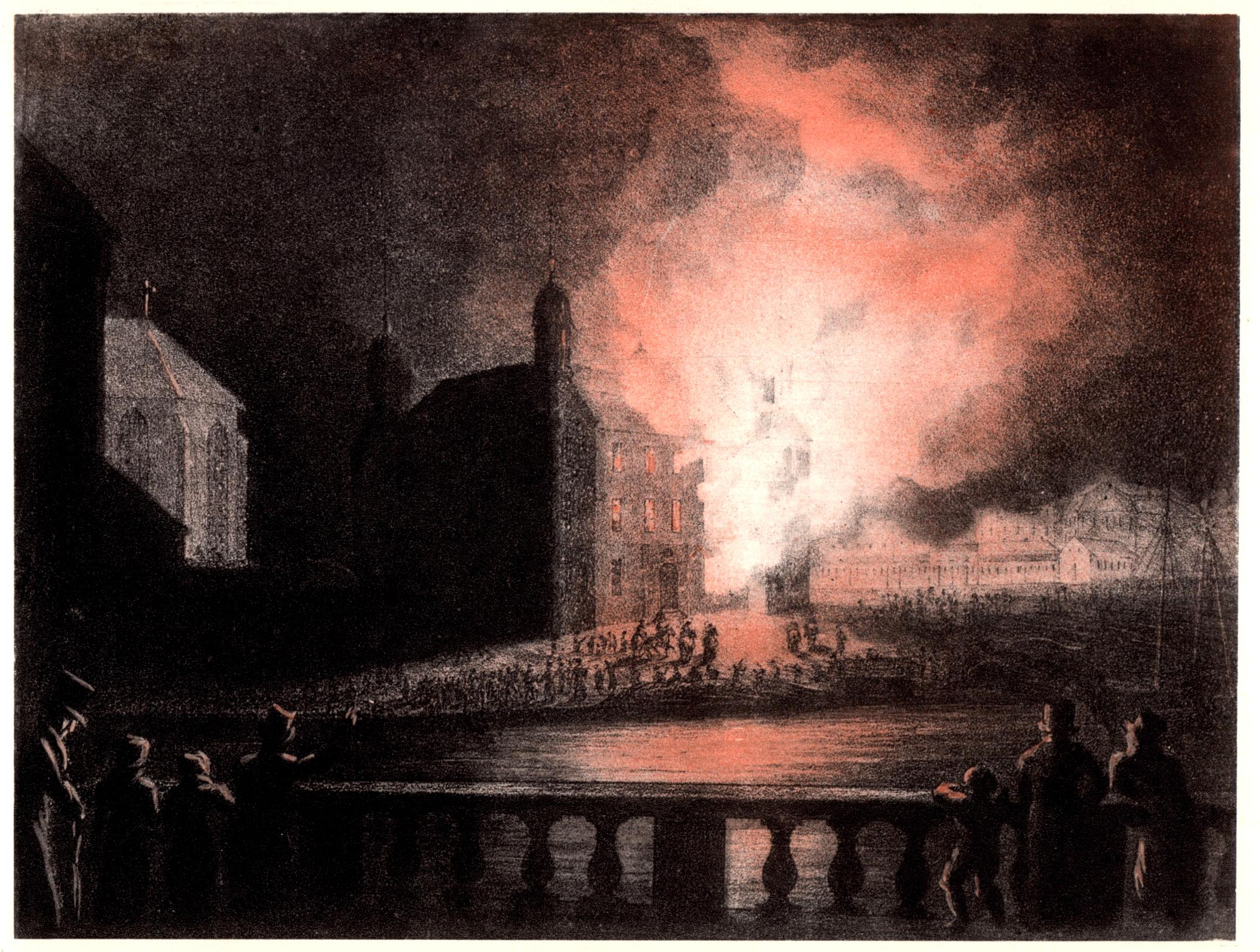
Arsenalsteatern brinner 1825. Färglitografi av C. von Schéele efter teckning av Carl Samuel Graffman.

Kongliga Mindre Theatern är ett av namnen på Dramaten under perioden 1793-1825, då den fanns i det De la Gardieska palatset Makalös. Den kallades även Arsenalsteatern och Nya Dramatiska Teatern, eftersom huset Makalös innan ombyggnaden till teater 1793 hade varit arméns arsenal. Ombyggnaden 1793 kostade 24 000 riksdaler och betalades ur konung Gustav III:s handkassa.
Arkitekt var Carl Fredrik Sundvall (1754-1831). Salongen var i början ljusblå med vita ornament men renoverades 1812 till rött och guld. Den hade tre logerader och en stor kunglig loge, övre och nedre amfiteater samt parkett. Teatermaskineriet byggdes av Johan Schef (1740-1797) och var för sin tid mycket avancerat.
Invigningen skedde den 1 november 1793 med Gustav III:s sensationsdrama Den svartsjuke neapolitanaren. Med tiden blev det allt svårare att tillfredsställa publiken, som helst ville ha melodramer, sångspel eller operetter. 1798 inköpte kung Gustav IV Adolf Komiska teaterns privilegium och utrustning mot att hädanefter aldrig några inrättningar af enskilda personers spektakler uti Stockholm måga finnas eller tillåtas, utan skola blott de af vår handkassa understödda och under Kongl. teaterdirektionen lydande teatrar för allmänheten därstädes vara öppnade. Operan och Dramaten hade därmed monopol på att spela teater i Stockholm.
1799 inlöstes Stenborgs Svenska Komiska Teatern (tidigare Nya Svenska Teatern eller Munkbroteatern) av Gustav IV Adolf och sammanslogs med Kongliga Mindre Theatern, som då blev lyrisk-dramatisk.
1803 spelades  Leopolds Virginia bara tre gånger. 26 mars 1819 uppfördes för första gången Shakespeares mest berömda skådespel Hamlet med Gustav Åbergsson i huvudrollen i en översättning av Per Adolf Granberg och bearbetning av Gustaf Fredrik Åkerhielm. Pjäsen spelades 10 gånger.
24 november 1825 förstördes teatern av eldsvåda.